# Handwärmer
Unter Handwärmer versteht man eine transportable Wärmequelle für die Hände. Es gibt sie nach ganz unterschiedlichen physikalischen und chemischen Prinzipien:
- Wärmekissen oder Wärmepad: regenerierbare Latentwärmespeicher
- Aktivkohlewärmer, erzeugen Wärme durch Oxidation von Eisenpulver
- Taschenofen, metallene Behältnisse, die durch Verbrennung von Kohle oder Benzin Wärme erzeugen
- Wärmekugel, eine frühe Form der Taschenöfen